# Alois Volek
Alois Volek (11. května 1916 Vídeň – 14. března 1945 Agualva) byl český důstojník, básník a palubní navigátor 311. československé bombardovací perutě.

## Život

### Před druhou světovou válkou
Alois Volek se narodil 11. května 1916 ve Vídni, příslušný byl v Opatovicích nad Labem. Vystudoval reálné gymnázium v Pardubicích, kde i odmaturoval. Prezenční vojenskou službu nastoupil v roce 1934 u Pěšího pluku 46 v Chomutově. V jejím rámci absolvoval mezi lety 1934 a 1935 školu pro důstojníky v záloze. Rozhodl se pro kariéru vojáka z povolání a mezi lety 1936 a 1937 studoval na Vojenské akademii v Hranicích. Sloužil u Horského pluku 3 v Popradu. Dosáhl hodnosti poručíka.

### Druhá světová válka
Po německé okupaci opustil Alois Volek 6. května Protektorát Čechy a Morava a odešel do Polska, kde se 23. srpna přihlásil do zde vznikající československé vojenské zahraniční jednotky. Po pádu Polska v září 1939 padl do sovětské internace. Po propuštění 12. dubna 1940 se přes Turecko přesunul do Francie, kam dorazil 15. května a kde opět sloužil v řadách Československé armády v zahraničí a to jako příslušník pěchoty. Do bojů o Francii se nestihl zapojit. Po jejím pádu v červnu 1940 se z jihofrancouzského Sète evakuoval do Spojeného království, kam dorazil 7. července 1940 a kde byl zařazen do 1. československé smíšené brigády. Dne 19. prosince 1942 byl na vlastní žádost přijat do Royal Air Force a po výcviku na palubního navigátora nastoupil 14. dubna 1943 k 311. československé bombardovací peruti. Jako její příslušník se poté účastnil protiponorkových hlídkových letů nad oceánem. V srpnu 1943 nastoupil stáž u amerického bombardovacího letectva, v jejímž rámci absolvoval čtyři nálety na strojích Boeing B-17 Flying Fortress, jeden z nich směřoval na Záluží u Mostu. Operační turnus ukončil 5. srpna 1944 a po přeškolení nastoupil k 246. dopravní peruti. Dne 14. března 1945 odstartoval jako člen posádky stroje Consolidated B-24 Liberator C Mk.VII EW626 pod velením Václava Jílka z letiště na azorském ostrově Terceira k letu do Spojeného království. Letounu krátce po startu vysadily motory, vzňal se a havaroval u vesnice Agualva. Alois Volek společně s dalšími členy posádky zahynul. Pohřben je na hřbitově v Lajes. Dosáhl hodnosti štábního kapitána.

## Publikační činnost
Alois Volek byl autorem několika básnických sbírek inspirovaných jeho pobytem v československé zahraniční armádě.

## Ocenění

### Vyznamenání
- Československá medaile Za chrabrost před nepřítelem
- Československý válečný kříž 1939

### Posmrtná ocenění
- Alois Volek byl po skončení druhé světové války in memoriam povýšen do hodnosti majora a v devadesátých letech do hodnosti plukovníka